# Eve Gilles
Eve Gilles (nacida el 9 de julio de 2003) es una reina de belleza francesa. Fue coronada Miss Francia 2024. Anteriormente había sido coronada Miss Norte-Paso de Calais 2023 y es la cuarta mujer de Norte-Paso de Calais en ganar Miss Francia. Debido a su corte pixie, Gilles también fue citada por los medios franceses como la primera mujer con cabello corto en convertirse en Miss Francia.

## Primeros años y educación
Gilles nació en Dunkerque de padres Bruno y Édith Gilles (de soltera Calapin-Latchoumy), y se crio en la ciudad de Quaëdypre en el departamento Norte. Su padre es un agrimensor francés, mientras que su madre trabaja como su secretaria y proviene de la ciudad de Sainte-Marie en Reunión, con ascendencia india tamil originaria de la costa de Malabar. Gilles es la menor de tres hijas, con las hermanas mayores Lisa y Lucie. En su juventud, Gilles participó activamente en una variedad de actividades, como danza, atletismo y equitación, y fue elegida representante de su clase durante toda su educación.
Antes de convertirse en Miss Francia, Gilles estudiaba matemáticas en la Universidad de Lille con la aspiración profesional de convertirse en estadística. Anteriormente había completado un semestre de estudios de medicina, pero cambió su educación a las matemáticas después de descubrir que tenía hemofobia; después de terminar sus estudios de medicina, Gilles pasó un semestre trabajando en una fábrica cerca de su ciudad natal antes de regresar a la escuela.

## Carrera en concursos de belleza

### Miss Norte-Paso de Calais 2023
Gilles comenzó su carrera en concursos de belleza después de inscribirse para competir en el certamen local Miss Hersin-Coupigny 2023. Había aspirado a convertirse en Miss Francia desde su infancia, pero su abuelo materno la animó a inscribirse finalmente para competir en un concurso de clasificación. La final se llevó a cabo en abril de 2023 y ganó Gilles. Como Miss Hersin-Coupigny, Gilles estaba clasificada para competir en Miss Norte-Paso de Calais 2023.
Más tarde, Gilles compitió en Miss Norte-Paso de Calais 2023 en octubre de 2023, donde ganó el título. Como Miss Norte-Paso de Calais, recibió el derecho de representar a la región en Miss Francia 2024.

### Miss Francia 2024
Miss Francia 2024 se llevó a cabo el 16 de diciembre de 2023 en el Zénith de Dijon de Dijon. Gilles compitió en la final, donde avanzó al Top 15 y luego al Top 5. Al final del evento, Gilles fue declarada ganadora, siendo coronada por la ganadora saliente Indira Ampiot de Guadalupe, convirtiéndose en la cuarta mujer de Norte-Paso de Calais en ganar el título. Su victoria recibió la atención de los medios en Francia e internacionalmente debido a su corte pixie, y los medios franceses calificaron a Gilles como la primera mujer con cabello corto en ser coronada Miss Francia. Después del concurso, Gilles fue víctima de ciberacoso en relación con su apariencia física, y varios internautas hicieron comentarios negativos sobre su peinado y su tipo de cuerpo. Tras las críticas, Gilles fue defendido por varias figuras públicas francesas, incluidas las políticas Sandrine Rousseau y Karima Delli. Como Miss Francia, Ampiot recibió una serie de premios y recompensas, incluidos numerosos obsequios de patrocinadores, una residencia de un año en un apartamento de lujo en París y un salario mensual no revelado equivalente al de un alto ejecutivo en Francia.
Después de ganar el título, Gilles tuvo la oportunidad de aparecer en diversos eventos tanto en Francia como a nivel internacional. Apareció como invitada en la temporada 11 de Star Academy, y como modelo, Gilles modeló en Barcelona como rostro de Festina y desfiló para Pierre Cardin en la Semana de la Moda de París. En diciembre de 2023, se anunció que Gilles participaría en el relevo de la antorcha para los Juegos Olímpicos de París 2024. En marzo de 2024, Gabriel Attal designó a Gilles embajadora del gobierno francés para las matemáticas, con el fin de promover la educación superior y las carreras en matemáticas para las niñas en honor al Día Internacional de las Matemáticas.